# مری اندرسون (بازیگر، زاده ۱۸۵۹)
مری اندرسون (انگلیسی: Mary Anderson (actress, born 1859)؛ ۲۸ ژوئیهٔ ۱۸۵۹ – ۲۹ مهٔ ۱۹۴۰) یک هنرپیشه اهل ایالات متحده آمریکا بود.

## نگارخانه

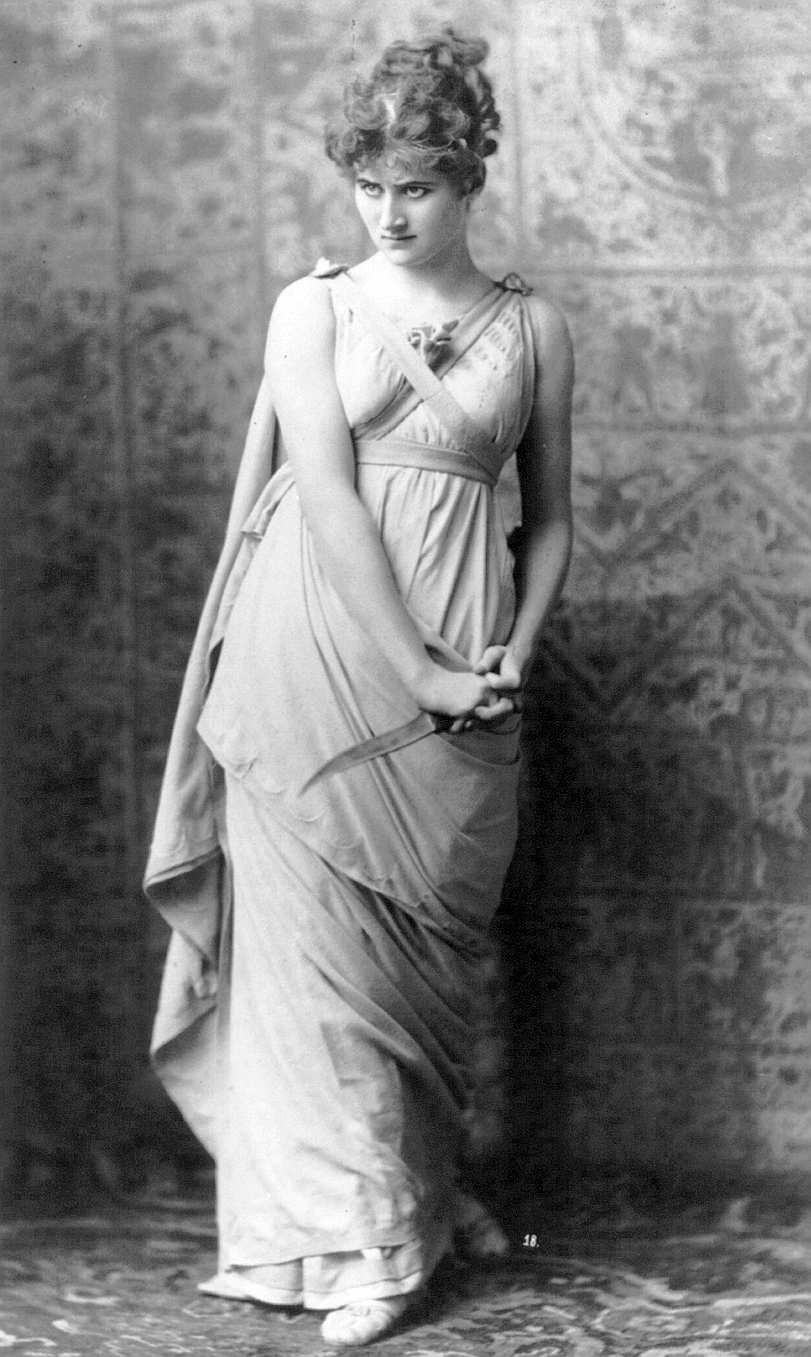
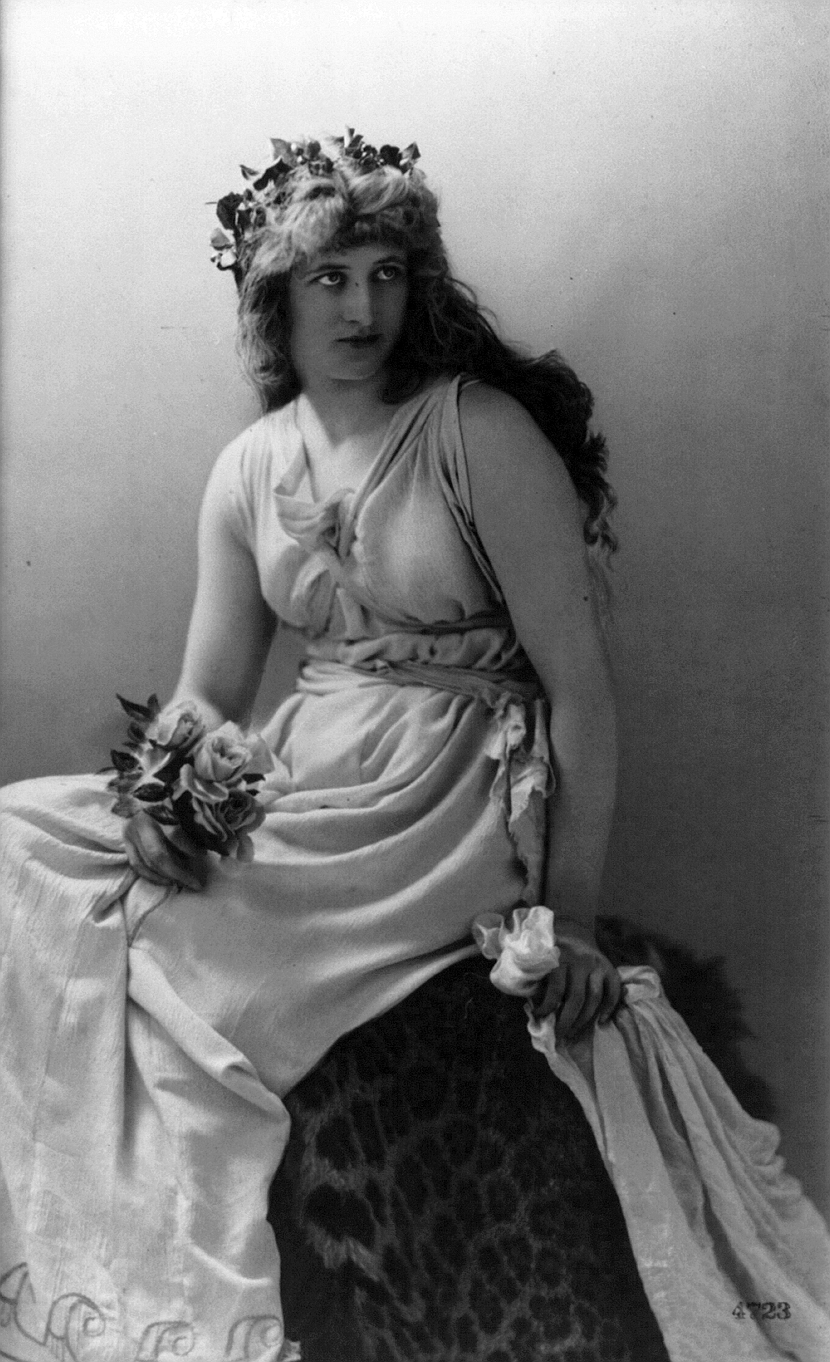
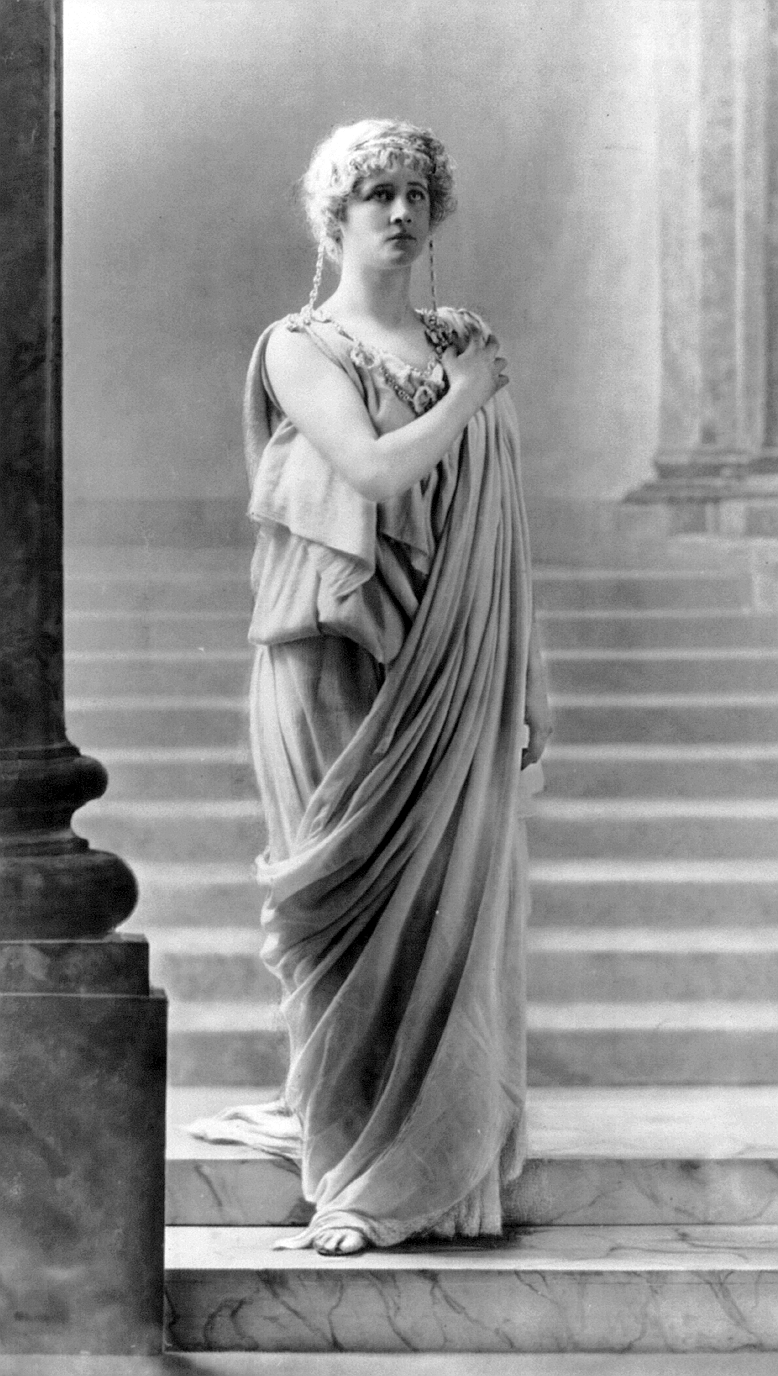
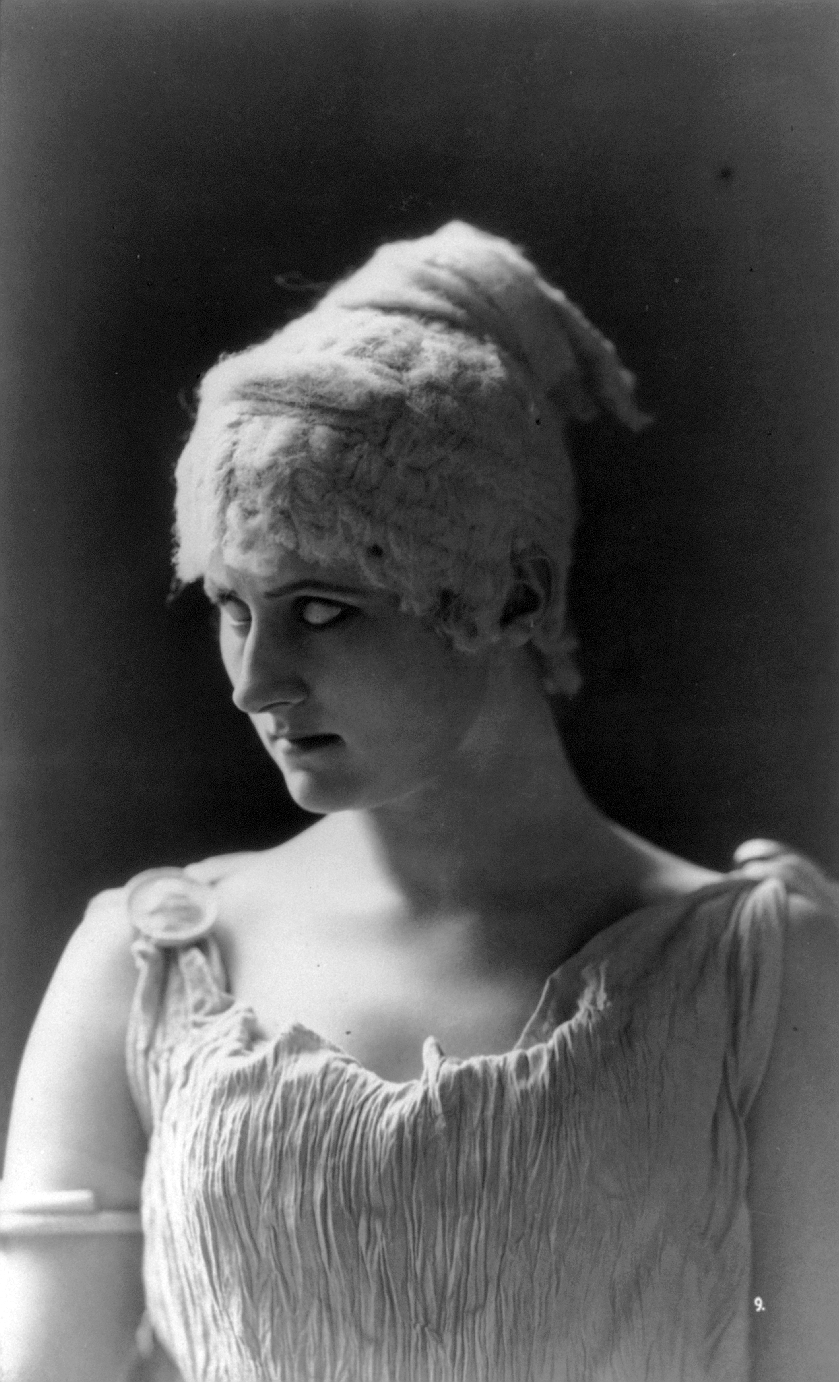